# حدوة الحصان ثنائية الأزهار
حدوة الحصان ثنائية الأزهار (باللاتينية: Hippocrepis biflora) نوع نباتي يتبع جنس حدوة الحصان من الفصيلة البقولية.

## الموئل والانتشار
ينتشر هذا النوع في بلاد الشام ومصر والمغرب العربي وقبرص وتركيا والقوقاز واليونان وإيطاليا وإسبانيا.